# 擎天神3號運載火箭

擎天神3號運載火箭為洛克希德馬丁公司所研製，於2000年至2005年部署，也是擎天神系列運載火箭中第一個無使用一節半式設計的火箭，第一節火箭無須在推進途中拋棄部分引擎，雖然是第一個無須途中拋棄部分引擎的火箭，但發射次數過於稀少。

## 擎天神3號運載火箭概述
擎天神3號運載火箭為兩節式火箭，第一節是新的技術;第二節則是半人馬座火箭，它從1960年代即受廣泛使用。現在的擎天神五號運載火箭和三角洲EELV系列運載火箭也有使用。擎天神3號運載火箭所使用的引擎是俄羅斯製的RD-180引擎，擎天神五號運載火箭也有使用。擎天神3號運載火箭也發展出兩種延伸版本，基本改進型為擎天神三號A型運載火箭;而擎天神三號B型運載火箭的特色是第二節半人馬座火箭有兩顆引擎。 

## 擎天神3號運載火箭的發射歷史
擎天神3號運載火箭的首次發射是在2000年5月24日,酬載衛星是Eutelast W4通訊衛星，軌道位置是地球同步軌道。擎天神3號運載火箭的發射臺是在卡納維爾角的36B發射臺。擎天神3號運載火箭最後一次發射是2005年2月3日，载荷舱內所裝的是为美国国家侦察办公室(National Reconnaissance Office)发射的机密卫星

## 擎天神3號GX型運載火箭
擎天神3號GX型運載火箭現今仍在發展之中，目前進行的星系特快車計畫(Galaxy Express Corporation),主要是加上在擎天神3號運載火箭上加上輔助火箭，並改為新式的上面節火箭洛克希德馬丁公司是承包商。擎天神三號GX型運載火箭將於2010年夏季在日本九州南方的種子島宇宙中心發射場進行首度發射。

## 資料來源
1. ↑  . Encyclopedia Astronautica.   [2008-06-07]. （原始内容存档于2013-07-01）.
2. ↑  
. Galaxy Express Corporation. （原始内容存档于2009-05-12）.